# Universe (альбом)
Universe  (рус. Вселенная) — двенадцатый и последний студийный альбом группы Modern Talking, издан 31 марта 2003 года.

## Об альбоме
В Universe группа отошла от композиций, которые на протяжении последних лет становились гимнами отборочных туров Формула-1 в Германии. Некоторые композиции данного альбома вызвали неоднозначную реакцию в связи с их, на первый взгляд, похожестью на творчество других исполнителей. Самым большим скандалом оказалось разбирательство схожести звучания песни «TV Makes The Superstar» и песни Бритни Спирс «Lucky», закончившееся, впрочем, ничем.
Темой заглавной композиции альбома в этот раз послужило телевизионное шоу молодых талантов «Германия ищет Суперзвезду», в котором Дитер Болен в первый раз явился членом жюри и автором песен для сольных работ победителей конкурса. Как впоследствии в своих интервью неоднократно указывал Дитер Болен, для создания только одной этой песни потребовало сочинения 80-90 мелодий. В конечном итоге занятость Болена с конкурсом талантов не оставила сил и времени на саму группу «Модерн Токинг», что привело к досрочному прекращению их с Томасом Андерсом совместной деятельности.
Особый интерес вызывает также композиция Blackbird, являющаяся нетипичной для творчества группы и Дитера Болена, как автора песен. Выполненная в джазовом стиле, она скорее близка по звучанию к сольному творчеству Томаса Андерса.
Это наиболее короткий альбом дуэта за время его второго существования (1998—2003), содержащий всего 12 песен. С этого альбома был выпущен только один сингл — TV Makes the Superstar, занявший в германских чартах второе место, что является лучшим результатом синглов дуэта в ФРГ в 1998—2003 гг.

## Список композиций
1. «TV Makes the Superstar» (Radio Edit) (03:44)
2. «I’m No Rockefeller» (03:40)
3. «Mystery» (03:32)
4. «Everybody Needs Somebody» (04:09)
5. «Heart Of An Angel» (04:08)
6. «Who Will Be There?» (03:47)
7. «Knocking On My Door» (03:36)
8. «Should I, Would I, Could I?» (03:45)
9. «Blackbird» (03:17)
10. «Life Is Too Short» (03:32)
11. «Nothing But The Truth» (03:20)
12. «Superstar» (03:41)

## Высшие позиции в чартах (2003)
- Латвия — 1 место
- Германия — 2 место.
- Австрия — 10 место.
- Европа — 11 место.